# Дніпро (Таллінн)
Спортивний клуб «Дніпро» (ест. Tallinna Spordiklubi Dnipro) — естонський футбольний клуб української діаспори з Таллінна. Виступає у нижчих дивізіонах чемпіонату Естонії з футболу.

## Історія
Заснований 2002 року. У сезонах 2005 та 2007-2008 років виступав у третьому дивізіоні Естонії. 
Також брав участь у матчах на Кубок Естонії з футболу.
Використовує емблему  дніпропетровського «Дніпра».

## Досягнення
Чемпіонат Естонії, 3-я ліга: 9-е місце у Східній групі (2005).